# 이용찬 (바둑 기사)
이용찬(李勇讚, 1982년 3월 1일 ~ )은 대한민국의 바둑 기사이다.

## 약력
1992년 제1회 피자헛배와 1993년 제2회 문화체육부배에서 준우승을 했고 1994년 제5회 해태배에서 우승했다. 1998년 프로 바둑에 입단했다. 2001년 1기 KT배 마스터스 프로기전에서 8강에 올랐고, 2003년 제3기 오스람코리아배 신예연승최강전과 제14기 비씨카드배 신인왕전 본선에 각각 진출했다. 2004년 제4기 오스람코리아배 본선에 올랐고, 2008년 제4회 원익배 십단전 본선에 진출한 이후 6단으로 승단했다. 2009년 제28기 KBS바둑왕전 본선에 진출했다. 2012년 7단으로 승단했고 2015년 제34기 KBS 바둑왕전 본선에 진출했다. 2020년 8단으로 승단했다.